# Pico Viejo

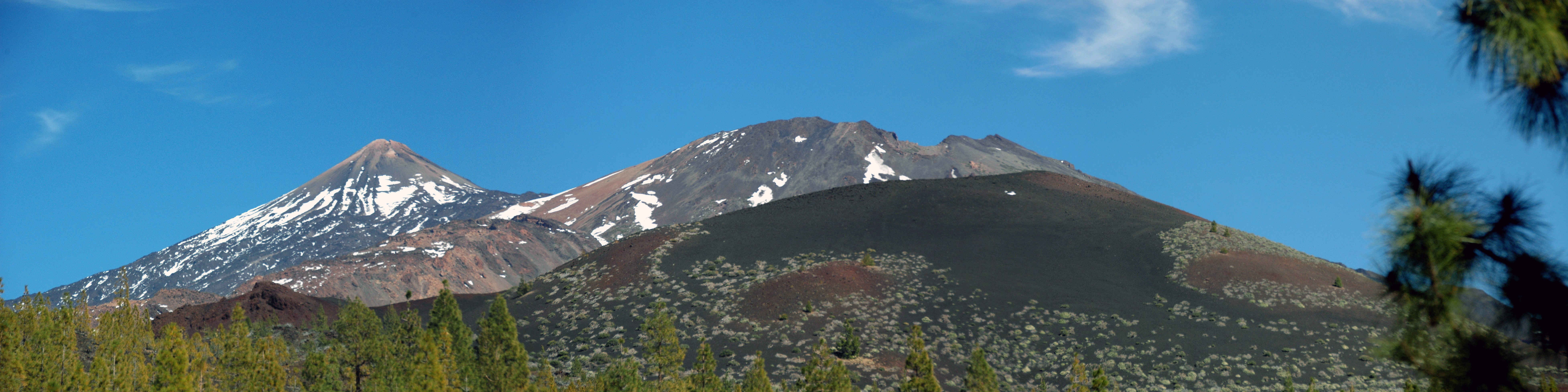
Pico del Teide und Pico Viejo von Westen (März 2014)

Krater von Pico Viejo

Der Pico Viejo, auch Chahorra genannt, ist ein 3135 msnm hoher und nach dem Teide der zweithöchste Gipfel der Insel Teneriffa und der Kanarischen Inseln. Er liegt innerhalb des Teide-Nationalparks an der südwestlichen Flanke des Teide, und bildet mit diesem den Teide-Pico-Viejo-Komplex. Sein Krater hat einen Durchmesser von 800 m und ist bis zu 250 m tief.
Am Pico Viejo ereignete sich die bisher letzte Eruption in den Grenzen der Caldera Las Cañadas. Vom 9. Juni bis zum 14. September 1798 fand an seiner Flanke ein Ausbruch der Stärke 3 des Vulkanexplosivitätsindex statt. Dabei entstanden die Krater der Narices del Teide (Nasenlöcher des Teide), und es wurde ein ausgedehnter Lavastrom produziert.